# Gerald McBoing Boing
Gerald McBoing Boing este un desen animat bazat pe personajul creat de Dr. Seuss. A avut premiera pe Cartoon Network (Statele Unite) pe 22 august, 2005, ca parte a blocului Tickle-U, și pe Teletoon în Engleză și Franceză (Canada) pe 29 august, 2005. Fiecare episod de 11 minute conține o serie de vignete cu Gerald, printre care "poveștile" sunt făcute în rime Seussiene. Sunt de asemenea probe de sunet, gaguri și porțiuni din "viața reală".
Gerald este un băiețel care nu vorbește, dar care poate imita toate zgomotele din natură. El are doi prieteni: Janine și Jacob, și de asemenea un câine pe nume Râgâilă (engleză Burp), care doar râgâie (acompaniat de cineva, de obicei de mama lui Gerald, zicând "scuzați-mă" după aceea). Părinții lui Gerald (numele lor necunoscute) completează tabloul personajelor. Serialul de televiziune a fost produs în Canada de Cookie Jar Entertainment, și regizat de Robin Budd și povestea scrisă/editată de John Derevlany. Animația a fost făcută de Mercury Filmworks în Ottawa și Vancouver. Muzica și scorul pentru serial au fost compuse de Ray Parker și Tom Szczesniak.
Premiera în România a fost pe 12 octombrie, 2011 pe canalul Boomerang ca parte a blocului Cartoonito.

## Vocile și personajele lor
- Linda Ballantyne - Mama lui Gerald
- Patrick McKenna - Tatăl lui Gerald
- Samantha Weinstein - Janine
- Joanne Vannicola - Jacob

## Episoade
NOTĂ: Episoadele nu au fost difuzate cu titluri.
1. "Cuckoos & Pirates" & "Parades, Honking & Mumbling Mummies"
2. "Monkeys, Wrestling & The World's Greatest Super Spy" & "The Dentist, The Sheep & The Two Anniversary Gifts"
3. "Ghosts, Owls & An Evil Witch" & "Art, Glass & The Deep Dark Jungle"
4. "Carnivals, Phones & Sneezing Dragons" & "Cars, Bees & Magic Puppies"
5. "Good Deeds, Librarians & Aliens" & "Tornado, Chicken & Circus"
6. "Burp, Cry Baby Blues & The Return of Scritchy McBeard" & "Videos, Cats & Superheroes" and "Arcades, Scanners and Queen Long Big Nose the Third"
7. "Dog Tricks, Spare Change & The Lost Snowmen" & "Mini-Golf, Checkers & Bad Manners"
8. "Swings, Cans & The Flying Ace" & "Photos, Radio & Knights"
9. "Hot Rod, Elevators & Genie Meanie" & "Cheese, Birds & Cave Kids"
10. "Hide-N-Seek, Escapes & The Beanstalk" & "Haircuts, Opera & The Albino Alligator"
11. "Camping, Watchdogs & Janinerella" & "Hardware, Hair & Hairy Weather"
12. "Thin Ice, Squeaky Shoes & Leprechauns" & "Museum, Coyotes & A Race Around the World"
13. "Hopscotch, Hugs & Hunchbacks" & "Lost Dogs, Horses & Monsters"
14. "Sleepover, Chalkboard & Trojan Cow" & "Popcorn, Shadows & 20,000 Boings Under the Sea"

## Legături externe
- Gerald McBoing-Boing la Internet Movie Database
- Gerald McBoing Boing pe Cartoonito.ro Arhivat în 3 ianuarie 2013, la Wayback Machine.